# الشمس تشرق مرتين (مسلسل)
الشمس تشرق مرتين، مسلسل تلفزيوني درامي كويتي. من بطولة هدى حسين وسليمان الياسين. عرض في عام 2010 على قناة إم بي سي. ومن إخراج غافل فاضل وتأليف جلبهار ممتاز.

## البطولة
- هدى حسين.
- سليمان الياسين.
- أحمد الصالح.
- شفيقة يوسف.
- عبد الله عبد العزيز.
- مها محمد.
- مي عبد الله.
- أحمد العونان.
- خالد العجيرب.
- عبد العزيز الحداد.
- مي عبد الله.
- محمد طاحون.
- محمد الشطي.
- منى البلوشي.
- طارق الكندري.